# Dorothea Reuß zu Gera
Dorothea Reuß zu Gera (* 28. Oktober 1570 in Gera; † 2. Dezember 1631 in Obersontheim) war Gattin von Georg Friedrich I. von Hohenlohe-Waldenburg (1562–1600) und gemeinsame Stammmutter von drei Linien der Fürsten von Hohenlohe. Wenige Jahre nach dem Tod ihres ersten Gatten heiratete sie Wilhelm Schenk von Limpurg (1568–1633), der das Witwenschloss in Michelbach an der Bilz für sie erbauen ließ. Sie ist auf dem Epitaph ihres ersten Gatten im Chor der Stiftskirche Öhringen in Lebensgröße abgebildet, wurde jedoch in Obersontheim begraben, wo sie zuletzt mit ihrem zweiten Gatten lebte. Das für sie erbaute Witwenschloss hat sie nie genutzt.

## Leben

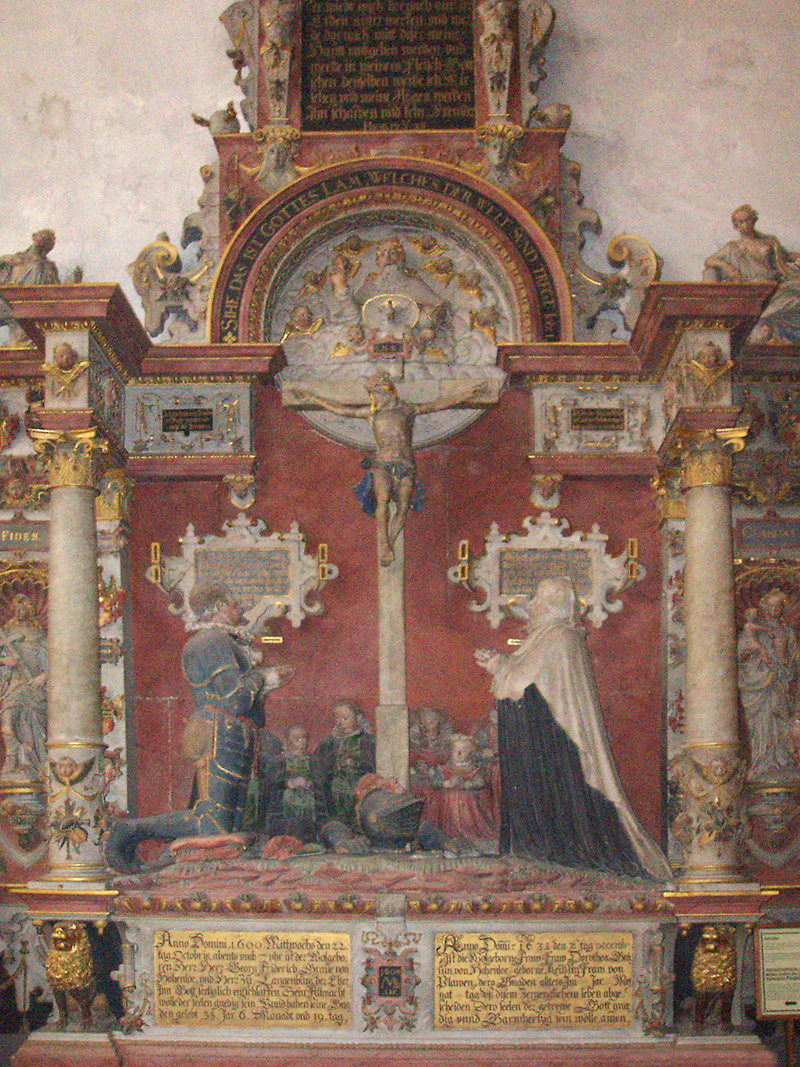
Epitaph für Georg Friedrich I. von Hohenlohe mit Darstellung seiner Gattin und der Kinder in der Stiftskirche Öhringen

Sie war die Tochter von Heinrich XVI. Reuß zu Gera und heiratete mit knapp 16 Jahren in Rödelheim, wo sich damals eine Nebenresidenz der Grafen von Solms befand, denen ihre Mutter entstammte, den 26-jährigen Grafen Georg Friedrich I. von Hohenlohe-Waldenburg (1562–1600), der aufgrund des frühen Todes seines Vaters Eberhard zu Hohenlohe-Waldenburg (1535–1570) bei der Waldenburger Fastnacht bereits im Alter von acht Jahren dem Waldenburger Teil des Hauses Hohenlohe vorstand. Innerhalb von sieben Jahren gingen aus dieser Ehe insgesamt sechs Kinder hervor, darunter auch drei als Stammhalter sehnlichst erwartete Söhne, die Stammväter der Hohenloher Linien Waldenburg, Pfedelbach und Schillingsfürst wurden. Ihr Gatte starb im Jahr 1600 im Alter von 38 Jahren.
Ein vom Heilbronner Bildhauer Melchior Schmidt gefertigtes, farbig gefasstes Epitaph aus Sandstein und Alabaster im Chor der Stiftskirche Öhringen zeigt Georg Friedrich I. mit Dorothea und den Kindern in lebensgroßen Darstellungen, vor dem Gekreuzigten kniend. Das Epitaph ist eines von vier bedeutenden Hohenlohe-Grabdenkmälern im Chor der Stiftskirche, die die Verstorbenen und ihre Angehörigen jeweils lebensgroß zeigen.
Im Ehevertrag mit ihrem ersten Gatten war ihr ein umfangreiches Wittum zugesichert worden und durch den Tod ihres Gatten erhöhte sich ihr Vermögen um ein besonderes Legat von 10.000 Gulden. Dadurch wäre Dorothea abgesichert gewesen und hätte sich nicht erneut zu verheiraten brauchen. Möglicherweise fürchtete sie aber mit dem Heranwachsen ihrer Kinder, bald durch eine Schwiegertochter auf ihr Witwengut verdrängt zu werden, wie es ihrer eigenen Schwiegermutter (Agatha von Hohenlohe in Pfedelbach) durch ihre Hochzeit ergangen war. 1606 ging sie mit Wilhelm Schenk von Limpurg (1568–1633) eine zweite Ehe ein. Für den Schenken war die Hochzeit ein willkommener Ausweg aus der Problematik, dass er als einziger von sieben Brüdern keine Amtslaufbahn bei einem Landesfürsten angetreten hatte und ihm seine Brüder aufgrund der Kondominatsverwaltung des Schenkenbesitzes und seines Verharrens bei der Mutter argwöhnisch gegenüberstanden. Aufgrund des umfangreichen Güterstandes und der geltenden Erbregelungen für den Fall, dass aus der Ehe mit dem Schenken weitere Nachkommen entstammen würden, wurden umfangreiche Verträge zwischen dem Haus Hohenlohe und den Schenken von Limpurg bei der Eheschließung abgeschlossen. Das Haus Hohenlohe brachte eine Ehesteuer von 6000 Gulden auf, die von den Schenken als Widerlager ebenfalls zugesichert werden musste. Außerdem hatten die Schenken ein Witwengut im Wert von Dorotheas Vermögen zu verschreiben.
Da zum Zeitpunkt der Hochzeit noch die Errichtung von zwei weiteren Witwensitzen der Schenken ausstand und noch nicht einmal der zugesicherte Witwensitz für die Mutter des Schenken Wilhelm in Michelbach an der Bilz errichtet worden war, standen die Schenken vor gewissen finanziellen und baulichen Problemen. Wilhelms Mutter verzichtete schließlich auf ihr Wittum in Michelbach und überschrieb es an Wilhelm, der 1608 beim Familientag der Schenken erwirken konnte, dass der nun für Dorothea bestimmte Witwensitz in Michelbach als erster der ausstehenden Bauten errichtet werden sollte. Von 1609 bis ungefähr 1628 wurde darauf das Schloss Michelbach an der Bilz errichtet. Bereits während der Bauvorbereitungen zogen Wilhelm und Dorothea allerdings nach Göppingen, wo Wilhelm als württembergischer Obervogt tätig war. Das Paar kehrte erst 1618 nach Obersontheim zurück und bezog das Schloss Obersontheim, auf das zu diesem Zeitpunkt keiner von Wilhelms Brüdern Anspruch erhob.
Dorothea erkrankte im Frühjahr 1631 und verstarb am 2. Dezember 1631. Sie wurde in Obersontheim begraben, wo ihr Grabstein im Chor der Evangelischen Pfarrkirche erhalten ist. Das für sie erbaute Witwenschloss in Michelbach hat sie nie genutzt. Ihr zweiter Gatte Wilhelm Schenk von Limpurg starb am 14. Februar 1633 und wurde vermutlich an ihrer Seite auch in Obersontheim begraben. Auch er hat das von ihm erbaute Michelbacher Schloss nie genutzt.